# 山口良子
山口 良子（やまぐち よしこ）は、気象予報士。愛犬飼育管理士。JKC公認トリマー。

## 経歴
栃木県佐野市出身、日本女子大学卒。坂戸愛犬美容学園卒業。
日本気象協会気象情報部を経て、フリーウェザーキャスターとなる。
- 目覚ましかぼちゃモーニングのパーソナリティ放送作家の常倉十紀二に日本気象協会のチーフと言われていた。
- 台風が接近した時、フジテレビ・めざましテレビに出演したことがある。
- 大半の番組で週末に担当。

17年間、ニッポン放送の天気予報中継を担当していたが、2006年9月末で現在担当しているすべての番組のレギュラーを降り気象予報士の世界から引退し、翌年春に犬に関する仕事に就くと担当コーナー内で番組パーソナリティーが紹介した。

## 担当番組
（※ニッポン放送のみ）
- 高嶋ひでたけの特ダネラジオ 夕焼けホットライン（金曜）
- ショウアップナイタープレイボール（金曜）
- 松本ひでおのショウアップナイターストライク!（金曜）
- 塚越孝のおはよう有楽町
- お願い!DJ!小林克也青春ベストヒットリクエスト
- イルカのミュージックハーモニー
- トヨタ飛び出せ街かど天気予報

### かつての担当番組
- 鶴光の噂のゴールデンアワー（金曜）
- 垣花正のニュースわかんない!?（金曜）
- 笑顔満開!ひでたけ・のりこの大吉ラジオ（金曜）
- 塚越孝の土曜ニュースアドベンチャー
- 井筒和幸の土曜ニュースアドベンチャー
- 目覚ましかぼちゃモーニング

## 著書
- 「飛び出せ!街かど天気予報」（2004年5月14日 イラスト：増山さやか） ISBN 9784907664503